# Paul Kühnle
Paul Kühnle (* 10. April 1885 in Stuttgart; † 28. Dezember 1970) war ein deutscher Fußballspieler.

## Karriere

### Vereine
Kühnle gehörte von 1902 bis 1914 dem FC Stuttgarter Kickers als rechter Verteidiger an, für den er in den vom Verband Süddeutscher Fußball-Vereine organisierten Meisterschaften bis 1908 im Gau Schwaben, von 1908 bis 1914 im Südkreis Punktspiele bestritt und in diesem Zeitraum elf regionale Meisterschaften – darunter zweimal die Süddeutsche – und einmal den Kronprinzenpokal gewann. Aufgrund des Erfolges aus dem Jahr 1908 nahm er auch an der Endrunde um die Deutsche Meisterschaft teil. Er bestritt vier Endrundenspiele, wobei die erste Begegnung mit dem Freiburger FC annulliert wurde. Mit dem mit 5:2 siegreichen Wiederholungsspiel im Viertelfinale und dem mit 5:1 siegreichen Halbfinalspiel gegen den Duisburger SpV gelangte er in das am 7. Juni 1908 in Berlin angesetzte Finale, das jedoch mit 1:3 gegen den BTuFC Viktoria 89 verloren wurde. Nachdem der Trainer Arthur Beier bereits nach einer Spielzeit die Kickers verlassen hatte, übernahm Kühnle neben seiner Rolle als Spieler auch das Traineramt der Kickers.

### Auswahl-/Nationalmannschaft
Kühnle nahm als Spieler der Auswahlmannschaft des Verbandes Süddeutscher Fußball-Vereine am Wettbewerb um den Kronprinzenpokal teil. In der vierten Auflage des Wettbewerbs für Auswahlmannschaften der Regionalverbände, war er am 18. Februar 1912 in Berlin mit 6:5 gegen die Auswahlmannschaft des Verbandes Brandenburgischer Ballspielvereine erfolgreich, nachdem zuvor im Halbfinale die Auswahlmannschaft des Verbandes Mitteldeutscher Ballspiel-Vereine mit 2:1 bezwungen werden konnte, in das seine Mannschaft per Freilos eingezogen war.
Für die A-Nationalmannschaft bestritt er zwei Länderspiele, die beide im Vergleich mit der Schweizer Nationalmannschaft gewonnen wurden. Am 3. April 1910 wurde das Spiel in Basel mit 3:2 gewonnen, am 6. Februar 1911 in Stuttgart mit 6:2.

## Erfolge
- Zweiter der Deutschen Meisterschaft 1908
- Süddeutscher Meister 1908, 1913
- Südkreismeister 1908, 1913, 1914
- Kronprinzenpokal-Sieger 1912
- Gaumeister Schwaben 1904, 1905, 1906, 1907, 1908
- Württembergischer Meister 1903

## Sonstiges
Beruflich arbeitete er als Bezirksgeometer-Vermessungsrat und war Leiter des Staatlichen Vermessungsamts in Schwäbisch Gmünd. Zusätzlich verfasste Kühnle ab den 1930er Jahren zahlreiche Abhandlungen über die Theorie des Fußballspiels, die teilweise große Beachtung in der Fachwelt fanden. Nach seiner aktiven Karriere lebte er von 1939 an in Schwäbisch Gmünd.